# Яворський Володимир Іванович
Володимир Яворський-Волдмур (Володимир Іванович Яворський; псевдонім Волдмур; 26 травня1953, Львів) — український письменник.

## Біографія
Народився у Львові. Невдовзі переїхав до Пустомит Львівської области, куди його батька-матір скеровали на роботу; у 1958 повернувся до Львова.
Закінчив Середню школу № 55 у Львові (1971). Навчався на філологічному факультеті Львівського університету ім. І.Франка протягом 1971—1973 рр. У той період зблизився з учасниками літературно-мистецької групи Григорія Чубая, зацікавився реліґійними  вченнями (Ісус, Будда, Лао-дзи, Упанішади) реліґійно-філософськими творами Григорія Сковороди, новітніми містиками (Рамакрішна, Крішнамурті, Раджніш), захопився ідеями руху гіпі, через що покинув університет.
Восени 1973 його затримали на вулиці за «нестандартний вигляд» і арештували на 10 діб, згодом забрали до війська.
Після демобілізації в 1975 працював вантажником, потім у міському архіві Львова, кочегаром у котельнях.
Будучи активним учасником гіпі-руху, почав працювати над епопеєю «Напівсонні листи з Діямантової імперії та Королівства Північної Землі» (перші 29 «листів» так званого «львівського циклу» написано протягом 1979—1981 років). Тоді ж написано роман «Радощі й муки Бориса Штоцького» (1985—1987), уривки з якого опубліковані у 1988 р. у самвидавному часописі «Кафедра» Михайла Осадчого.
Продовж 1988-92 років у Львові брав участь у політичній діяльності, був членом Української гельсінкської спілки. 
У 1992 переїхав до Києва. Закінчив Київський національний університет ім. Тараса Шевченка (1998, українська філологія). Був працівником соціально-психологічної служби Міністерства оборони України, вчителював у школах Києва, працював торговим менеджером видавництва «Абабагаламага», журналу «Політика і культура», протягом 2000—2008 займався книжковим бізнесом. Весь цей час (з невеликими перервами) продовжував роботу над епопеєю «Напівсонні листи з Діямантової імперії та Королівства Північної Землі». Над цим твором працює й зараз. Крім цього пише есеї, поетично-прозові мініятюри "Життя вмлівіч", "Думки", а також культурологічні статті.  
Від весни 2009 проживає у селі Євминка Чернігівської области, де розпочав писати новий прозовий твір "Нотатки мого друга Т.Р.". 

## Публікації
- Володимир Яворський. Напівсонні листи з Діамантової імперії та Королівства Північної Землі. — К., 2001. — 200 с.
- Волдмур. Дещо про гіпі, про Сковороду і про себе // Хіппі у Львові. — Львів, 2011;
- Волдмур. Дещо про мою участь в політиці // Хіппі у Львові. — Львів, 2012. — Вип. 2.
- Володимир Яворський. Радощі та муки Бориса Штоцького. — Львів, 2013. — 208 с.
- Wołodymyr Jaworski-Wołdmur Półsenne kartki z Diamentowego Cesarstwa i Królestwa Ziemi Północnej. Epopeja - Częstochowa, 2021. - 702 с.